# Rosalía Gómez
Rosalía Gómez (Charco del Pino, Granadilla de Abona, Tenerife 1801–Arona, Tenerife, 22 de noviembre de 1874) es una mujer esclava liberada que vivió toda su vida en la isla de Tenerife. Está considerada la última esclava conocida de esta isla, y una de las últimas en España.

## Biografía
Rosalía Gómez nació en el barrio de Charco del Pino en la localidad de Granadilla de Abona en 1801, ya como esclava. Esto fue así en aplicación de la "ley de vientre", por la que los descendientes de una persona esclava pasaban a serlo también al nacer (y aun si uno de los progenitores no lo era).La madre, abuela, bisabuela y tatarabuela de Gómez habían sido también esclavas, todas ellas por la familia Quijada-Sarabia.La madre de Rosalía, de nombre Úrsula, fue entregada con nueve años como parte de la dote de una familia de Vilaflor para su hija, que se mudó con su nuevo marido a Charco del Pino, donde finalmente nacería Rosalía.
Rosalía fue esclavizada en primer lugar por Antonio Gómez del Castillo, un propietario y antiguo alcalde del pueblo de quien tomó el apellido. Todavía como niña, fue vendida por él a un hombre de San Miguel de Abona, José Bethencourt Medina, y posteriormente al indiano José Medina, una figura importante en la localidad de Arona a principios del siglo XIX. En el momento de su llegada a Arona, Rosalía tenía trece años, y permaneció alrededor de treinta años más sirviendo a la familia de José Medina. En 1837 España prohibió la tenencia de esclavos en territorio peninsular y las islas Canarias y Baleares, y tres años después Medina se vio obligado a liberar a Rosalía, que tenía entonces cuarenta años. Tras esto, ella continuó trabajando unos años más para la familia como asalariada, y finalmente se mudó al barrio de Túnez en Arona, donde trabajó como jornalera y sirvienta y vivió con sus hijos y nietos hasta su fallecimiento en 1874.
Rosalía tuvo tres hijos que fueron esclavos en los primeros años de su vida al haber nacido antes de 1840, y también dos tíos, Gertrudis y Tomás, que se escaparon de sus propietarios convirtiéndose en prófugos, si bien en el caso de Tomás la Justicia autorizó a posteriori su condición de libre. Asimismo, fue familia de Pedro González Camello, vendido como esclavo a los dieciocho años. La historia de Rosalía y su familia fue descubierta por el investigador Nelson Díaz Frías, y publicada en la obra Rosalía Gómez (1801-1874). La última esclava de la isla de Tenerife (2020).